# Saryarqa (métro d'Almaty)
Saryarka
Saryarqa (kazakh : Сарыарқа) ou Saryarka (russe : Сарыарка) est une station de la ligne 1 du métro d'Almaty, au Kazakhstan.

## Situation sur le réseau
Elle constitue le terminus sud-ouest de la ligne, située après Mäskeou.

## Historique
L'ouverture de la station a lieu le 30 mai 2022, lors de la mise en service du prolongement de la ligne depuis Mäskeou.